# 湘南藤沢コンソーシアム
湘南藤沢コンソーシアム（しょうなんふじさわコンソーシアム）は、神奈川県藤沢市内にキャンパスを置く4大学によって構成されるコンソーシアム。2011年に発足した。

## 概要
湘南藤沢コンソーシアムは、大学の個性と魅力、知的・人的資源を集積した「創造と知力、活力があふれる『ナレッジシティ湘南藤沢』」をコンセプトに掲げ、3つのビジョン（将来像）のもとに、地域貢献の視点に立った知的集積にもとづく大学間や行政との連携、協働を勧めていく。
ビジョン1「豊かさをはぐくむまち」
新産業、観光振興等とこれらにもとづく国際交流を推進することにより、市民一人ひとりが市民生活や都市の活力と成熟を実感できるとともに、湘南藤沢のブランド力を強化する「豊かさをはぐくむまち」の実現をめざす。
ビジョン2「市民、地域がつながるまち」
生涯学習や健康づくり、地域まちづくりを推進することにより、湘南藤沢の文化を醸成しつつ、大学力と行政力によって市民、地域の「つながり力」を高め、学習と成長のネットワークを育てる「市民、地域がつながるまち」の実現をめざす。
ビジョン3「大学の魅力があふれるまち」
4大学間の学術、学生交流を推進することにより、キャンパス内外に4大学が持つ個性や知的・人的資源等の魅力が発信され、学生、教職員だけでなく、市民、地域にも共感される「大学の魅力があふれるまち」の実現をめざす。

## 構成大学
- 慶應義塾大学（総合政策学部・環境情報学部・看護医療学部）
- 湘南工科大学（工学部）
- 多摩大学（グローバルスタディーズ学部）
- 日本大学（生物資源科学部）（日本大学生物資源科学部）